# دريم كاست
سيگا دريم كاست (بالإنجليزية: Sega Dreamcast ؛ باليابانية: ドリームキャスト) جهاز ألعاب أُطلق أول مرة في اليابان بتاريخ 27 نوفمبر 1998، وفي أمريكا الشمالية بتاريخ 9 سبتمبر 1999، وفي أوروبا بتاريخ 14 أكتوبر 1999. وهو أول جهاز من أجهزة الجيل السادس وثاني جهاز يستخدم نظام قراءة الأقراص تخزين من سيجا، والأقراص نوع خاص من الأقراص المضغوطة التي تدعه بالـ«GD-ROM».
يحتوي الدريم كاست على معالج توشيبا 128-بت بسرعة 150 ميجاهرتز وكان الجهاز ذو شعبية عند نزوله للأسواق ولكنه وبسبب قلة الدعم من قبل الشركات المطورة للألعاب وصدور جهاز البلاي ستيشن 2 الذي حظى بدعم كبير من المطورين الذي صعب الأمور بشدة على شركة سيجا والتي تكبدت العديد من الخسائر قبل أن توقف إنتاج الجهاز رسمياً في 30، مارس 2001.
الدريم كاست كان يعتبر من أول جهاز ألعاب منزلي يدعم الإتصال واللعب عن طريق الإنترنت بواسطة مودم بسرعة 56 كيلوبت تستطيع تركيبه في جانب الجهاز لكن هذا الشيء لم يفد الشركة كثيراً بسبب قلة الألعاب.

## أفضل الألعاب
صدر عدد من الألعاب الممتازة على هذا الجهاز رغم قصر عمره ومنها:

### سونيك
قد ساعد في انتشاره لعبة لسلسلة القنفذ سونيك الذي تملكه شركة سيجا حصريا وكانت لعبة سونيك أدفانشر (Sonic Adventure) الثلاثية الأبعاد عاملا مؤثرا في مبيعات الجهاز.

### شينمو
ساهمت هذه اللعبة في إعادة النظر إلى الألعاب الإلكترونية حيث تتيح لك شينمو (Shenmue) التحكم في شخصية اللاعب ومعايشة الحياة الافتراضية بأكملها من تغيّر الأجواء إلى الوقت والناس حيث تصبح كأنك في داخل تلك الحياة فمن إمكانية التحدث مع كل من تلقاه إلى شراء بعض علب الصودا من البقال.

## وصلات خارجية
- Sega Dreamcast at Sega of Japan (official website) (in Japanese)